# U.S. Route 550
La U.S. Route 550 (US 550) est une US Route auxiliaire de la US 50 reliant Bernalillo, Nouveau-Mexique et Montrose, Colorado dans l'ouest des États-Unis. Le segment entre Silverton et Ouray est souvent appelé Million Dollar Highway.

## Description du tracé

### Nouveau-Mexique
La US 550 débute au nord d'Albuquerque à Bernalillo et se dirige vers le nord-ouest. Elle se rend à San Ysidro et bifurque vers le nord. Elle atteint ensuite Cuba, bifurque vers le nord-ouest, passe par Nageezi, bifurque vers le nord pour atteindre Bloomfield et Aztec. Elle longe ensuite la rivière Animas jusqu'à la frontière du Colorado.

### Colorado
La plupart du tracé de la US 550 au Colorado est une route de montagne à deux voies dans les Monts San Juan.
La route entre au Colorado au sud de Durango. Tout près de la ville, elle rejoint la US 160 et forme un multiplex avec celle-ci jusqu'au sud du centre-ville. La US 550 continue son trajet vers le nord et longe toujours la rivière Animas. Elle entre ensuite dans la Forêt nationale de San Juan et passe près du Lac Haviland et du Lac Electra. La route passe ensuite entre Engineer Mountain et Twilight Peak avant de traverser le Col Coal Bank. Elle passe ensuite par le Col Molas, lequel offre une vue panoramique sur Molas Lake, la Animas River Gorge et Snowdon Peak. La route atteint ensuite la ville de Silverton, située à une altitude de 9 320 pieds (2 841 m), laquelle est entourée par les sommets de Sultan Mountain, de Kendall Mountain et de Storm Peak, lesquels culminent à 13 000 pieds (4 000 m).
La route quitte Silverton et continue son trajet dans la vallée de Mineral Creek, vers le nord. Elle grimpe le Col Red Mountain. La route forme alors une série de montées abruptes et de virages en épingle avant d'atteindre Lookout Point, endroit offrant une vue sur la ville d'Ouray. Après avoir traversé la ville d'Ouray, la route prend la direction nord-ouest et devient plus droite jusqu'à Ridgeway et Montrose, où elle prend fin à la jonction de la US 50.

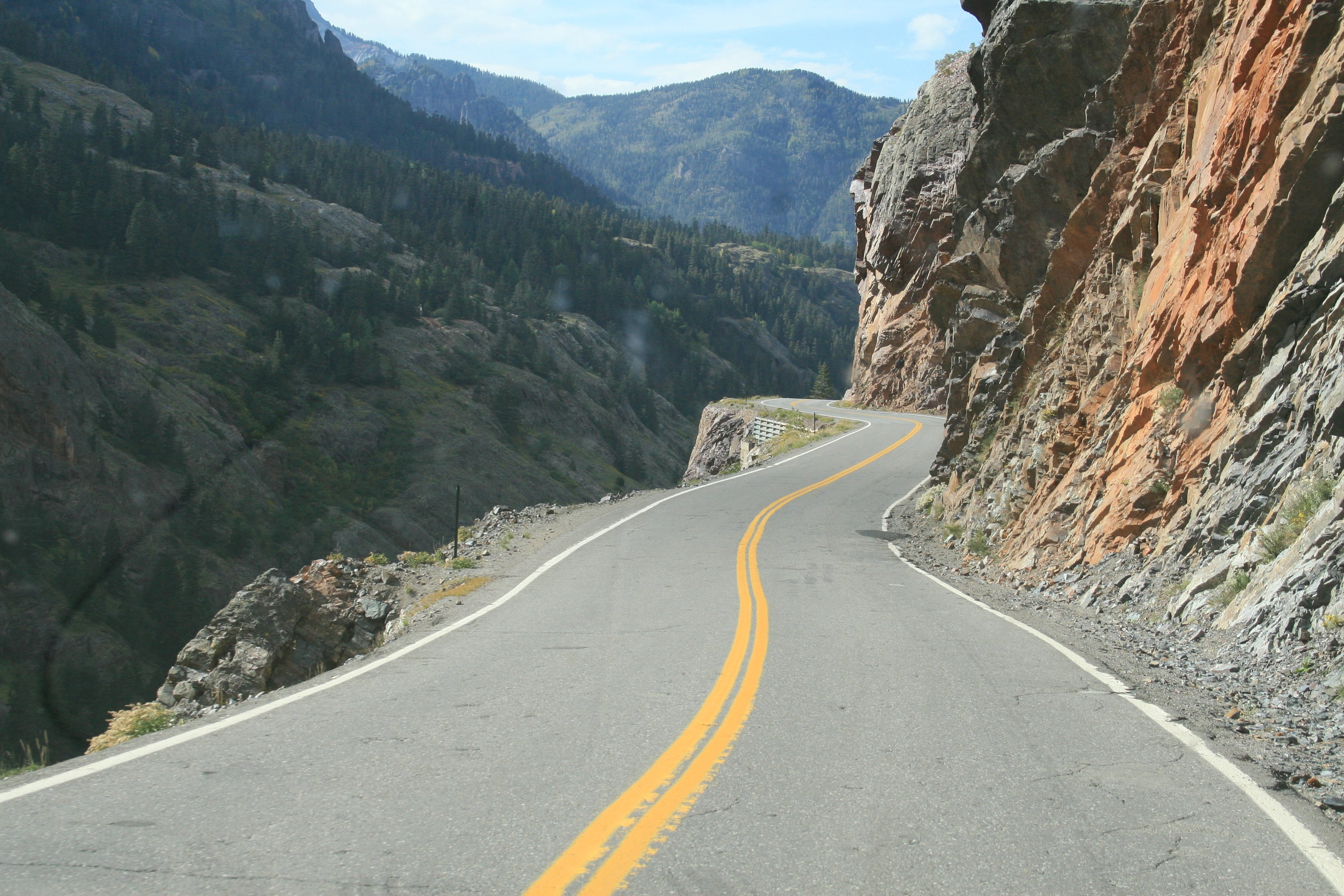
US 550 à Uncompahgre Gorge

Le nom de la Million Dollar Highway correspond au segment d'environ 25 miles (40 km) entre Silverton et Ouray. Bien que l'entièreté du segment soit ainsi nommé, il ne s'agit en fait que des douze miles (19 km) au sud d'Ouray qui donne ce nom à la route. Ce segment est particulièrement difficile et potentiellement dangereux à emprunter. Il est caractérisé par des montées et des descentes abruptes, des voies de circulation étroites et un manque de garde-fous. Aussi, la montée jusqu'au Col Red Mountain est caractérisé par plusieurs virages en épingle permettant à la route de gagner en élévation et des voies étroites, dont certains segments ayant été coupés à même la montagne. Les automobilistes en direction nord peuvent se coller aux parois rocheuses des montagnes alors que ceux en direction sud se trouvent à longer les falaises vertigineuses du bord de la route. Malgré le relief traversé, la route est maintenue ouverte toute l'année. Les températures estivales sur la route peuvent varier entre 21 et 32°C aux extrémités et entre 10 et 21°C dans les montagnes. La saison hivernale débute en octobre et il arrive souvent que la route soit fermée.
La route passe par trois cols de montagne:
- Col Coal Bank, altitude de 10 640 pieds (3 240 m).
- Col Molas, altitude de 10 970 pieds (3 340 m).
- Col de Red Mountain, altitude de 11 018 pieds (3 358 m).

L'origine du nom de Million Dollar Highway est disputé. Quelques légendes peuvent l'expliquer, dont celle voulant que chaque mile de la route avait coûté un million de dollars à construire dans les années 1920. Une autre veut que ses remblais contiennent un million de dollars en minéraux aurifères.
La route compte également 70 tracés identifiés comme propices aux avalanches dans le segment de 23 miles (37 km) entre Silverton et Ouray.

## Intersections majeures
Nouveau-Mexique
 I-25 / US 85 / NM 165 à Bernalillo
 US 64 à Bloomfield. Les routes forment un multiplex dans la ville.
Colorado
 US 160 près de Durango. Les routes forment un multiplex jusqu'à Durango.
 US 50 à Montrose